# Waldhausen (Schnaitsee)
Das Pfarrdorf Waldhausen ist ein Gemeindeteil der Gemeinde Schnaitsee im nördlichen Landkreis Traunstein (Bayern).

## Geschichte
Der Ort Waldhausen wird zwischen 987 und 1025 erstmals beurkundet. Mehrere bei Schachen gefundene schön verzierte Bronzearmreifen lassen auf eine Besiedlung schon in der Hallstattzeit (ca. 1000 - 500 v. Chr.) schließen.
Die Waldhauser Pfarrkirche ist dem Hl. Martin geweiht und hat den Hl. Sebastian als Nebenheiligen. Sie wurde 1950 nach dem Abriss der aus dem Spätmittelalter stammenden gotischen Kirche neu errichtet. Nur der Turm blieb stehen.
Die ehemals selbstständige Gemeinde wurde am 1. Januar 1978 im Zuge der kommunalen Neuordnung Bayerns aufgelöst und nach Schnaitsee eingemeindet.

## Wappen
| Wappen von Waldhausen | Blasonierung: „In Blau vor zwei goldenen (gelben) Bäumen ein silbernes (weißes) Haus.“ |
| Wappen von Waldhausen | Wappenbegründung: Das 1965 vom bayerischen Staatsministerium verliehene Wappen ist ein typisches Beispiel für ein redendes Wappen; die Bäume stehen für den Namensteil Wald und das Haus für die Endung „hausen“. |